# Lambrecht Kálmán-barlang
A Lambrecht Kálmán-barlang Magyarország megkülönböztetetten védett barlangjai között van. A Bükki Nemzeti Park területén található. Régészeti és őslénytani leletek kerültek elő belőle. A régészeti leletek megtalálásukkor a Magyarországon előkerült legrégibb eszközök, és sokáig a legrégibb barlangi leletek voltak.

## Leírás
Parasznya külterületén, a bükk-fennsíki Kis-fennsíkon helyezkedik el a barlang. A Hársas-tetőtől (más néven Kis Galya) ÉNy-ra lévő Galya-oldal erdejében található sziklafal tövében van a barlang látványos, természetes jellegű, vízszintes tengelyirányú, íves, 3,5 m széles és 3 m magas bejárata. Megközelíthető a Bánkútra menő műútról (vagy másik irányból a miskolci Perecesről) induló sárga jelzésű turistaúton, mely a Galya-oldal É-i részén halad a völgyben végig. Ahol a völgy túlsó oldalán lévő kisvasútsín megközelíti az utat, ott kell az ellentétes oldalra, vagyis D felé felkapaszkodni a hegyoldalba. Közvetlenül a hegygerinc alatt nyílik a barlang. Ugyan messziről nem látható bejárata, de az előterében elhelyezett sok kitermelt anyagot könnyen észre lehet venni. Tűzrakóhely van kialakítva előterében.
A barlang felső triász világosszürke mészkőben (Kisfennsíki Mészkő Formáció) jött létre. A kőzetben jól megfigyelhető a ferde, kibillent rétegződés, amely mentén létrejött a barlang. Az egyetlen nagy teremből álló barlang jelenleg tetőhelyzetben lévő fosszilis forrásbarlang. A barlang K-i (befelé nézve bal oldali) falát a befoglaló kőzet ferde réteglapja képezi, az ellenkező oldalon vékonylemezes a mészkő. A barlang nagy és hosszúkás termének háromszög alakú a keresztmetszete és végig kb. 4 m magas. A bejárathoz közeli részen a bal oldalon egy kb. 1 m magas sziklapad van, amely nagyon törős, omlós, földes, poros kőzetből áll. Ebben szintén látható a kőzet vékonylemezes jellege.
A barlangban sok helyen megfigyelhetők szépen oldott formák, leginkább a mennyezeten, ahol nagy oldásformák, felharapódzó gömbüstök díszítik. A barlang legbelsőbb részében vannak a legszebb oldásformák, ahol kb. 2 m-es magasságban egy felharapódzó kis fülke nyílik. A teljes fülke szépen, gömbüstszerűen van oldva. A fülkének kerek, sima formái vannak és falait végig fosszilis, montmilchszerű bevonat borítja. Mennyezetéről egy járhatatlan méretű, kb. 20–30 cm átmérőjű, nagyon szépen oldott kürtő 2–3 m magasságig harapódzik fel. A fülke jobb oldali falán látható egy szabályos alakú, kb. 10 cm átmérőjű oldott cső, amely cseppkőkéreggel van bevonva körkörösen. A barlang nagy termében leginkább a mennyezeten vannak képződmények, kis fosszilis cseppkőlefolyások és apró, fosszilis borsókövek képében. A hátsó kis fülkében figyelhető meg a legtöbb képződmény. A fülke falát nagy felületen fedik farkasfogazott élű, fosszilis cseppkőlefolyások, melyek sok helyen be vannak vonva montmilchhel. Apró borsókövek is találhatók tömegesen ezen a részen.
Vértes László végezte 1952-ben a majdnem teljes szelvényében feltöltődött barlang régészeti kutatását. Az ásatáskor az alsó őskőkorszak (a Kyjatice- és a bükki kultúra) leleteit, cseréptöredékeket, obszidiánt, kovát és csonteszközöket fedezett fel. A több különböző, sárgás és vörös színű jégkori üledékek vizsgálatakor a déli ostorfa (Celtis australis) és egyéb, lomboserdőt alkotó fajok maradványait határozta meg. Az ásatásokkor nagyon gazdag gerinces fauna került elő. A kitöltésből napvilágot láttak pl. farkas, kis termetű medve, oroszlán, óriáshörcsög és törpehörcsög, valamint az Európa-szerte fontos vezérkövületnek számító kis méretű tarajos sül maradványok, melyek a késő pleisztocén (würm) időszakra voltak jellemzők. Jánossy Dénes az ebből a barlangból előkerült leletek alapján írta le a pleisztocén varbói szintjét.
1956-ban volt először Lambrecht Kálmán-barlangnak nevezve irodalmában a barlang, amely Lambrecht Kálmánról lett elnevezve. Előfordul a barlang az irodalmában Gálya barlang (Kadić 1907), Kőlyukgalyai-barlang (Kordos 1984), Kőlyukgalyai barlang (Bertalan 1976), Lambrecht-barlang (Gábori 1977), Lambrecht Kálmán barlang (Bertalan 1976), Lambrecht K. barlang (Lénárt 1977) és Varbó-barlang (Gábori 1977) neveken is.

## Kutatástörténet
A Földtani Közlöny 1907. évi évfolyamában publikált, Kadić Ottokár által írt tanulmányban szó van arról, hogy Kadić Ottokár bejárta a Szinva völgyének rendszeréhez tartozó mészkőterületet és itt, a Garadna bal partján meglátogatta a Gálya barlangot. A 17 megtekintett barlang közül 6 olyan barlang volt, pl. a Gálya barlang, amelyet leginkább alkalmasnak talált arra, hogy abban őslénytani és régészeti kutatásokat végezzenek. Az 1956. évi Karszt- és Barlangkutatási Tájékoztatóban publikált beszámolóban közölve lett, hogy a magyar barlangkutatók második országos ankétjének 1956. augusztus 19-én tartott második ülésszakán Rádai Ödön olvasta fel Vértes László előadását, amelynek címe A barlangkutatással kapcsolatos legújabb ősrégészeti és őslénytani kutatások. Az előadásban elhangzott, hogy nagyjelentőségű megfigyeléseket végeztek a Lambrecht Kálmán-barlangban.
Az 1962-ben napvilágot látott, A barlangok világa című könyvben ismertetve van, hogy az ősember legrégibb nyomai a Lambrecht Kálmán-barlangban lettek megtalálva. A Bükk É-i részén, Varbó határában, a Nagygalya É-i lejtőjén, 410 m tszf. magasságban nyílik a barlang É-ra néző bejárata. Az üreget az ásatás előtt csak négykézláb, kúszva lehetett bejárni. Jelenleg tág, 14 m hosszúra bővült barlang. Ásatása sok melegkedvelő állatfaj csontján kívül néhány darab kb. 100 000 éves durva kvarciteszközt eredményezett. Az 1964. évi Karszt- és Barlangkutatási Tájékoztatóban megjelent, hogy a régészeknek a Kis-fennsíkon, a fennsík ÉK-i peremének letörésénél, a Gallya-forrás felett lévő Lambrecht Kálmán-barlangban sikerült felfedezniük a Bükk hegység, és egyben Magyarország legrégebbi leletét, az időszámításunk előtt kb. 150 000 évvel élt Moustier-kultúra ősemberének eszközeit és állatcsontokat.
A Vértes László által írt, 1965-ben kiadott könyvben arról van szó, hogy a Lambrecht Kálmán barlang 1952-ben lett feltárva. A kis üreg a Bükk hegység É-i részén helyezkedik el és a bejárata É-ra néz. Kitöltéséből gazdag, enyhe éghajlatra utaló fauna és lombos fák között Celtis faszénmaradványok kerültek elő. Csak néhány alig megmunkált, clactoni jellegű kvarcit- és kvarcitporfir-szilánkból áll eszközlelete. Ezek nem voltak alkalmasak tipológiai besorolásra. Viszonylag biztosan határozták meg a kort a paleontológiai és kitöltés vizsgálatok. Alsó, régészeti leleteket is tartalmazó rétegében (az apró termetű, arctoid medvefaj dominanciája mellett) van barlangi medve, vastagbőrűi a gyapjas orrszarvú és a mammut. A kistermetű ragadozók és a teknősbéka hiányoznak belőle. A suba-lyuki alsó rétegnél idősebb, de a süttői hasadékkitöltésnél fiatalabb. A Riss–Würm-interglaciális második felében vagy végén alakult ki, ezért leletei idősebbek a legöregebb magyarországi moustériennél.
Ahhoz a széles körben elterjedt leletcsoporthoz lehet sorolni az atipikus kvarciteszközöket, amelynek az alpi paleolitikum egyik megjelenési alakja. A Lambrecht Kálmán-barlang leletei premoustérienek (e kifejezést legszorosabb jelentésében értelmezve). Mivel clactoni vonásokat mutatnak és a magyarországi Moustier-kultúrákat megelőzik (annak ellenére, hogy az európai moustieri leletek egy részével egykorúak) az alsó paleolitikumba sorolandók.
Jánossy Dénes szerint a faunalista az alábbi: (A listában nem a maradványok száma, hanem a Jánossy Dénes által kiszámított egyedszám látható. A P3 jelzésű réteg azonos a sötétvörös réteggel, a P2 réteg a vörös réteg. A *-gal jelzett adatoknál nem az egyedszám, hanem a maradványok darabszáma szerepel.)
| Faunalista |
| --- |
| - Silurus glanis (P2 1) - Bombina sp. (P3 1) - Bufo bufo (P3 5) - Rana méhelyi (P3 25) - Bufo viridis (P3 3) - Rana esculenta (P3 1) - Rana sp. (P3 1) - Anura (P2 215*) - Ophidia (P3 1, P2 1) - Anas platyrhynchos (P3 1) - Anser cf. anser (P3 2) - Aquila cf. heliaca (P3 1) - Pernis apivorus (P3 1) - Buteo cf. buteo (P3 1) - Accipiter gentilis (P3 1) - Falco cf. aesalon (P3 1) - Tetrao urogallus (P3 4) - Lyrurus tetrix (P3 4) - Lagopus lagopus (P3 1) - Perdix perdix (P3 1) - Coturnix coturnix (P3 1) - Tetrastes bonasia (P3 1) - Crex crex (P3 1) - Rallus aquaticus (P3 1) - Otis tarda (P3 2) - Numenius cf. phaeopus (P3 1) - Chlidonias (P3 1) - Columba palumbus (P3 1) - Nyctea scandiaca (P3 2) - Picus canus (P3 1) - Turdus torquatus-viscivorus csoport (P3 3) - Sturnus vulgaris (P3 1) - Passeriformes (P3 1) - Aves (P3 10, P2 103*) - Erinaceus (P3 2, P2 7) - Sorex araneus (P3 2) - Crocidura leucodon-russula csoport (P3 2) - Talpa europaea (P3 16, P2 12) - Myotis myotis (P3 1) - Myotis bechsteini (P3 1) - Myotis capaccinii (P3 1) - Myotis daubentoni (P3 2) - Myotis dasycneme (P3 1) - Eptesicus nilssonii (P3 2, P2 1) - Plecotus auritus (P3 2) - Crocuta spelaea (P3 4, P2 2) - Leo spelaeus [33] (P3 2) - Panthera pardus (P3 2) - Felis (F. silvestrisnél nagyobb) (P3 1, P2 2) - Felis silvestris [33a] (P3 3, P2 4) - Mustela nivalis (P3 1) - Mustela erminea (P3 3, P2 2) - Martes martes (P3 10, P2 10) - Putorius putorius-furo csoport (P3 10, P2 12) - Meles meles (P3 16, P2 28) - Canis lupus [23] (P3 2, P2 3) - Vulpes vulpes (P3 5, P2 9) - Vulpes lagopus [25] (P2 1) - Ursus arctos praearctos (P3 6, P2 7) - Ursus spelaeus (P3 3, P2 7) - Ursus (P3 32, P2 134*) - Mammuthus primigenius (P3 1, P2 1) - Equus (nehéztestű faj) (P3 3, P2 2) - Asinus hydruntinus (P3 1, P2 1) - Coelodonta antiquitatis (P3 1, P2 2) - Sus scrofa (P3 3, P2 2) - Cervus elaphus (P3 6, P2 5) - Megaloceros giganteus (P3 3, P2 3) - Alces alces (P3 2, P2 3) - Rangifer tarandus (P2 2) - Capreolus cf. pygargus [41] (P3 7, P2 2) - Ovis (?) (P2 2) - Bison priscus (P3 4, P2 11) - Citellus cf. citellus [8] (P3 2, P2 3) - Sciurus vulgaris (P3 1, P2 2) - Castor fiber (P3 1, P2 2) - Hystrix cf. vinogradovi (P3 3, P2 1) - Allactaga jaculus (P3 3, P2 1) - Glis glis (P3 2, P2 4) - Dryomys nitedula (P3 1, P2 1) - Cricetus cricetus (P3 kb. 22, P2 12) - Cricetiscus songorus [14] (P3 1) - Apodemus sylvaticus (P3 3–4, P2 3) - Microtus arvalis-agrestis csoport (P3 kb. 15, P2 2) - Microtus oeconomus (P3 1, P2 1) - Arvicola terrestris (P3 kb. 20, P2 25) - Clethrionomys glareolus (P3 kb. 3) - Pitymys subterraneus (P2 1) - Microtinae (P3 52, P2 48*) - Spalax cf. monticola [10] (P3 18, P2 25) - Ochotona pusilla [36] (P3 2, P2 2) - Lepus europaeus (P3 12, P2 7) - Lepus-nál kisebb faj (P3 1) |

Jánossy Dénes szóbeli közlése szerint két fajjal (Lagurus lagurus, Sicista cf. betulina) gyarapodott a faunalista az új gyűjtésekkor. A 9. táblán a barlang bejáratának ásatás utáni állapota látható.
Az 1968. évi Karszt és Barlangban publikálva lett, hogy Vértes László 1951-ben a Magyar Nemzeti Múzeum Őskőkori Gyűjteményének lett a vezetője és ezután korszerű módszerekkel új ásatásokat irányított a klasszikus paleolitos lelőhelyeken, pl. a Lambrecht Kálmán-barlangban. A Miskolci Herman Ottó Múzeum Közleményei 1969. évi számában említve van, hogy Vértes László tárta fel a Bükk hegység legrégibb emberi települési nyomait a Varbó melletti Lambrecht Kálmán-barlangban. Az 1974. évi Karszt és Barlangban az van írva, hogy a Lambrecht Kálmán-barlang a Kis-fennsík ÉK-i letörésénél, a Galya-forrás feletti sziklameredélyen nyílik. Vértes László a barlangban olyan ősi települést fedezett fel, amely valószínűleg a neandervölgyi ősember korát is megelőzte.
Az 1976-ban befejezett, Magyarország barlangleltára című kéziratban az olvasható, hogy a Bükk hegységben, Varbón elhelyezkedő Lambrecht Kálmán barlang másik neve Kőlyukgalyai barlang. Varbótól D–DNy-ra kb. 5 km-re, a Nagygalya É-i lejtőjén, a Galya-forrás feletti bozótosban, 410 m tszf. magasságban van a bejárata. A 14 m hosszú és 3 m mély kőfülke eredetileg fel volt töltve. Hasznosítás: turisztika. A Riss-Würm varbói szint típuslelőhelye. Jelentős maradék kitöltése miatt. A kézirat barlangot ismertető része egy publikáció alapján lett írva. Az 1977-ben napvilágot látott és Lénárt László által szerkesztett kiadványban meg van említve, hogy a Marcel Loubens Barlangkutató Egyesület járt a Lambrecht K. barlangban és kőfülkében.
Az 1977-ben kiadott, Bükk útikalauz című könyvben szó van arról, hogy a Kőlyuk-galyai-zsombolytól É–ÉK-re kb. 1 km-re, a Galya-forrás felett, a Nagy-galya É-i lejtőjén, 410 m tszf. magasságban van az egyetlen 14 m hosszú teremből álló Lambrecht Kálmán-barlang bejárata. Az üreg jelenleg tág, de az ásatások előtt csak kúszva lehetett bejárni. Vértes László feltárása barlangi medve, barlangi oroszlán, ősbivaly, óriásgím, mammut és gyapjas orrszarvú csontokon kívül kezdetlegesen megmunkált, clactoni jellegű kvarcit és kvarcitporfir eszközöket hozott felszínre. Az eszközökkel azonos rétegben talált ősállatmaradványokat is figyelembe véve a barlang őskőkori eszközei (jelenlegi ismereteink szerint) a Bükk hegység legrégebbi ősemberi településnyomát jelzik. Kb. 100–150 ezer éve hagyta emberelődünk ebben a barlangban kvarciteszközeit.
Az 1977. évi Karszt és Barlangban megjelent, Jánossy Dénes által írt áttekintésben az van írva, hogy az ÉK-i Bükkben elhelyezkedő Varbón található Lambrecht Kálmán-barlang kitöltésanyaga a vértesszőlősi lelőhelyen kívül a legrégebbi hazai ősembertelep konyhahulladékainak és a ragadozók zsákmányának szerencsés párhuzamos felhalmozódása. A varbói faunaszakasz egyedülállóan gazdag anyaga bemutatja az utolsó glaciális küszöbének állatvilágát, a Histrix-horizontot. A publikációban van egy Magyarország térkép, amelyen azoknak a Magyarországon lévő barlangoknak a földrajzi elhelyezkedése figyelhető meg, amelyek őslénytani leleteik miatt ismertek. A térképen látható az Északi-középhegység lelőhelyei közé sorolt Lambrecht-barlang földrajzi elhelyezkedése. A folyóirat 1977. évi különszámába bekerült az áttekintés angol nyelvű változata. Ebben a tanulmányban is közölve lett a térkép, amelyen Lambrecht Cave a barlang neve.
Az 1977. évi Karszt és Barlangban lévő, Gábori Miklós által írt összefoglalásban közölve lett, hogy a Bükk hegységben található Lambrecht-barlang feltárása, amely a bükki moustériennél és a bükki szeletiennél idősebb anyagot szolgáltatott, az utóbbi évtizedek régészeti eredményei közé tartozik. A barlang legalsó, sárga rétegének faunája (pl. Hystrix, Asinus hydruntinus, Erinacea és Spalax) az utolsó interglaciális meleg szakaszára (Jánossy Dénes Hystrix-horizontja) utal határozottan. Ebből a rétegből előkerült néhány amorf, de a helyen idegen kvarcitszilánk. Ezek nem szerszámok, de bizonyítják az ember jelenlétét. Az újabb eredmények között meg kell említeni a Varbó-horizont (Riss–Würm-interglaciális vége, Varbó-barlang) meghatározását. A tanulmányban van egy Magyarország térkép, amelyen a Magyarországon lévő, régészetileg kutatott barlangok földrajzi elhelyezkedése figyelhető meg. A térképen látható a Bükk hegység lelőhelyei közé sorolt Lambrecht-barlang földrajzi elhelyezkedése. A folyóirat 1977. évi különszámába bekerült az összefoglalás angol nyelvű változata. Ebben a tanulmányban is közölve lett a térkép, amelyen Lambrecht Cave a barlang neve.
Az 1978. évi Karszt és Barlangban publikált, Jánossy Dénes által írt megemlékezés szerint Vértes László az Istállós-kői-barlang ásatásán kifejlesztett komplex vizsgálati módszerekkel végezte pl. a Lambrecht Kálmán-barlang ásatását. Az Istállós-kői-barlang ásatásán kívül a legjelentősebb talán a Lambrecht Kálmán-barlang ásatása. Úgy látszott, hogy a nagyméretű, feltűnő bükki barlangok (pl. a Szeleta-barlang, Istállós-kői-barlang, Pes-kő-barlang) kimerítették a hegység nagy, szenzációs leleteit anyagszolgáltatásukkal. Az 1951-ben amatőr kutatók által felfedezett, 1×1 m-es bejáratú kis Lambrecht Kálmán-barlang, melyet sokáig kellett keresni a növényzettel nagyon benőtt hegyoldalban, és amely hason csúszva is nehezen járható volt, nem tűnt jelentősnek.
Vértes László hatalmas energiákat mozgósított ennek a majdnem reménytelennek tűnő lelőhelynek a feltárására, és sikerült feltárnia az akkor ismert egyik legrégibb európai őskőkorszaki lelőhelyet. A barlang nem volt gazdag ősrégészeti leletekben és Jánossy Dénes szerint lehet, hogy a rendkívül gazdag fauna adta a néhány kevésbé tipikus paleolit igazi értékét. A barlang ásatásán lett bevezetve egy nagyon új módszer a barlangkutatás terén Magyarországon. Ez az új módszer a 0,5 mm-es lyukú szitákon történő átmosás, iszapolás volt, amely az addiginak sokszorosára emelte az aprógerinces leletek mennyiségét, és teljesen új perspektívát nyitott e téren is.
Az 1979-ben napvilágot látott, Barlangok a Bükkben című kiadványban az van írva, hogy a Galya-forrás felett, 410 m tszf. magasságban nyílik a Lambrecht Kálmán-barlang. Egyetlen terme 14 m hosszú, napjainkban kényelmesen járható. Az ásatások gazdag csontmaradvány-együttest és nagyon kezdetlegesen megmunkált kőeszközöket tártak fel. Ezek alapján valószínűleg idős (kb. 100–150 ezer éves) magyarországi leletekről lehet szó. A könyvhöz mellékelt, a Bükk hegység barlangokban leggazdagabb területét bemutató térképen látható a 94-es számmal jelölt barlang földrajzi elhelyezkedése. Kárpát József 1983-ban elkészítette a barlang alaprajz térképét és 2 keresztmetszet térképét. A térképek 1:100 méretarányban mutatják be a barlangot.
Az 1984-ben megjelent, Magyarország barlangjai című könyvben van egy Magyarország térkép, amelyen a Magyarországon lévő, régészetileg kutatott jelentősebb barlangok földrajzi elhelyezkedése figyelhető meg. A térképen látható a Lambrecht Kálmán-barlang földrajzi elhelyezkedése. A kiadványban van egy Magyarország térkép, amelyen azoknak a Magyarországon lévő barlangoknak a földrajzi elhelyezkedése figyelhető meg, amelyek őslénytani leleteik miatt legismertebbek. A térképen látható a Lambrecht Kálmán-barlang földrajzi elhelyezkedése. A könyvben az van írva, hogy a Bükk hegység barlangjaiban az 1950-es évektől kezdve Jánossy Dénes folytatta az ásatásokat, aki a varbói Lambrecht Kálmán-barlangban kimutatta a Riss-Würm interglaciális eddig ismeretlen faunaszintjét, a varbói szakaszt, más néven Hystrix-horizontot.
A barlang neve az ősállatok kutatóinak mindennapos szókincsében szerepel. Az Istállós-kői-barlang ásatása után barlangban új régészeti feltárás alig volt Magyarországon. Ezek közül megemlítendő a Lambrecht Kálmán-barlang őslénytani vizsgálata, amelynek során néhány atipikus kvarciteszköz került felszínre. Ezek akkor a legrégibb hazai régészeti leletek voltak. A barlang néhány kis kvarcitdarabja éppen csak jelöli az ember egykori jelenlétét, míg a Diósgyőrtapolcai-barlang gazdag leletanyaga már egyértelműen mutatja azt. A kiadvány országos barlanglistájában szerepel a Bükk hegységben lévő barlang Lambrecht Kálmán-barlang néven Kőlyukgalyai-barlang névváltozattal. A listához kapcsolódóan látható az Aggteleki-karszt és a Bükk hegység barlangjainak földrajzi elhelyezkedését bemutató 1:500 000-es méretarányú térképen a barlang földrajzi elhelyezkedése.
Az 1989. évi Karszt és Barlangban lévő tanulmány szerint 1938 és 1959 között, a Bükk hegységben található Istállós-kői-barlang, a Lambrecht Kálmán-barlang, a Petényi-barlang és a Pes-kő-barlang ásatása főleg Jánossy Déneshez és Vértes Lászlóhoz fűződik. Vértes László premoustériennek határozta meg, és az utolsó interglaciálisra datálta rétegtani, faunisztikai alapon is a barlang archaikus kvarcit nyersanyagból készült kis leletanyagát. A dolgozatban közölve lett egy ábra, amelyen megfigyelhető Északkelet-Magyarország felső pleisztocén kronosztratigráfiája és a táblázat egyik egysége a Lambrecht-barlang barlangi üledékösszlete. A publikációban van egy térkép, amelyen a régészeti leletek miatt ismert jelentősebb magyarországi barlangok földrajzi elhelyezkedése figyelhető meg. A térképen látható a Lambrecht-barlang földrajzi elhelyezkedése. A folyóirat 1989. évi különszámában napvilágot látott a tanulmány angol nyelvű változata. Ebben a tanulmányban is közölve lett a térkép, amelyen Lambrecht Cave a barlang neve.
Az 1995–1996. évi Karszt és Barlangban meg van említve, hogy Ringer Árpád Északkelet-Magyarország felsőpleisztocén kronosztratigráfiájáról szóló munkájában különös hangsúllyal szerepel néhány bükki barlang, pl. a Lambrecht Kálmán-barlang kronosztratigráfiai feldolgozása. A 2003-ban kiadott, Magyarország fokozottan védett barlangjai című könyvben szó van arról, hogy a Csákvári-barlang hasadékszerű oldalágának 1952-ben feltárt, mészkőtörmelékes sárga agyagában lévő, 36 taxonból álló állattársaság azóta sok más lelőhelyről előkerült. Legtipikusabb előfordulása a Bükk hegységben található Lambrecht Kálmán-barlang, ahol szintén jellegadó elemek a szamár és a tarajos sül.
A Szablyár Péter által írt, 2004-ben megjelent könyvben az olvasható, hogy az ősember bükki tartózkodásának legrégibb nyomai a Varbó határában nyíló Lambrecht Kálmán-barlangban lettek megtalálva. A vörös színű, jégkorszaki kitöltésben felfedezett 10 db kvarcitszilánk eredetéről és funkciójáról a régészek véleménye megoszlik. Nem a környékről származik ezek anyaga, ezért biztos, hogy ember vitte oda őket. Az ásatásokon egy tűzhely nyomaira, szarvas, bölény, orrszarvú és mamut csontmaradványaira bukkantak. Az emberi jelenlét bebizonyosodott, a szilánkok kb. 100 000 évesek, de mégsem helyezhetők el a szívós munkával szőtt kronológiai hálóban.
A Bükki Nemzeti Park Igazgatóság működési területén, a Bükk hegységben elhelyezkedő és 5363/18 kataszteri számú Lambrecht Kálmán-barlang, 2006. február 28-tól, a környezetvédelmi és vízügyi miniszter 8/2006. KvVM utasítása szerint, megkülönböztetett védelmet igénylő barlang. Egri Csaba 2007-ben elkészítette a barlang fénykép-dokumentációját. Az 1983-ban rajzolt térképen be lettek jelölve a fényképek készítésének helyei és a fényképezés irányai. A barlang 2007-ben készült állapotfelvételi kéziratában az olvasható, hogy a Lambrecht Kálmán-barlang további nevei a Kőlyukgalyai barlang és valószínűleg a Galyaoldali barlang. Az 5363-18 barlangkataszteri számú barlang Parasznyán található és 412 m tszf. magasságban van a bejárata. 14 m hosszú és 14 m vízszintes kiterjedésű. Bejárásakor két denevér, lepkék és pókok voltak benne.
A Ringer Árpád és Regős József által írt, 2008-ban kiadott tanulmányban az van írva, hogy a barlang a Varbóra néző Gallya-oldalban helyezkedik el. Vértes László figyelme 1952-ben lett rá felhívva, aki teljesen feltárta még abban az évben. A rétegsor felső részén a Kyjatice-kultúra cseréptöredékei, alatta a bükki kultúra cserepei mellett obszidiánból, kovából, agancsból és csontból készült szerszámok voltak. A jégkori üledékek között lévő sötétvörös rétegben déli ostorfa maradványai és a lombos erdők jellegzetességei mutatkoztak. A fauna összetétele is a két utolsó jégkor közti meleg időszakra, az Eem interglaciálisra utal. A barlang 1 üveges kvarcporfir és 7 kvarcit nyersanyagú darabból álló együttese a Taubach-kultúrába tartozik. Megtalálásukkor ezek voltak a Magyarországon előkerült legrégibb eszközök, és sokáig a legrégibb barlangi leletek.
A tanulmányban van egy térkép, amelyen a Bükk hegység fontosabb régibb kőkori lelőhelyeinek, pl. a Lambrecht Kálmán-barlang földrajzi elhelyezkedése látható. A barlang az egyik jelentős barlangi lelőhely, amelyben a térkép szerint előfordul a Taubach-kultúra. A térképet Ludányi Csaba készítette Ringer Árpád és Regős József adatai alapján. A tanulmányba bekerült egy ábra, amelyen a Bükk hegység felső pleisztocén szubaerikus és barlangi rétegsorainak lehetséges korrelációja figyelhető meg a felső pleisztocén Arvicolidae-sztratigráfia párhuzamosításával és a paleolit régészeti kultúrákkal. Az ábrán szerepel a barlang 4–5. rétegének barlangi talajkomplexe.
Kordos László 2008-ban kiadott dolgozatában meg van említve, hogy a Suba-lyuki szintet megelőzte a Lambrecht Kálmán-barlang faunájára alapozott Varbói szint faunája. Mester Zsolt 2008-ban napvilágot látott tanulmánya szerint a Lambrecht Kálmán-barlangban 105–71 ezer évvel ezelőtt még a tarajos sül is felbukkant. A Bükki Nemzeti Park Igazgatóság működési területén lévő és 5363-18 kataszteri számú Lambrecht Kálmán-barlang, 2012. február 25-től, a vidékfejlesztési miniszter 4/2012. (II. 24.) VM utasítása szerint, megkülönböztetetten védett barlang. A 2013-ban publikált, Varga Gábor által írt tanulmányban a Borsod-Abaúj-Zemplén megyében lévő Parasznyán elhelyezkedő, 16899 lelőhely-azonosítójú és 5363-18 barlangkataszteri számú Lambrecht Kálmán-barlang a teljesen feltárt és elpusztult barlangi régészeti lelőhelyek közé van sorolva.